# Odysea času
Odysea času (anglicky A Time Odyssey) je série románů napsaných Arthurem C. Clarkem a Stephenem Baxterem. Série obsahuje tyto knihy:
1. Oko času, 2005 (Time's Eye, 2004)

1. Sluneční bouře, 2006 (Sunstorm, 2005)

1. Prvorození, 2008 (Firstborn, 2007)

## Děj
Příběh je založen na Clarkově předchozí knize 2001: Vesmírná odysea (anglicky Space Odyssey). Děj první knihy se odehrává v novém alternativním světě (nazývaný Mir), který vytvořili mimozemšťané zvaní Prvorození, ten obsahuje lidský svět v různých časových obdobích až po rok 2037. Mohou se tak setkat armády Alexandra Velikého ze 4. století př. n. l., hordy Čingischána ze 13. století, opočlověk se svým mládětem, posádka průzkumného vrtulníku, posádka vesmírné lodi Sojuz či britský voják z 19. století. Většina tohoto světa je pustá a jediné větší město je Chicago v Americe, kde však panuje chaos.
Druhá kniha sleduje hrdinku Bisesu z prvního dílu po návratu do Londýna roku 2037. Třetí kniha popisuje budoucí události na Miru i na Zemi.